# ویکی‌مپیا

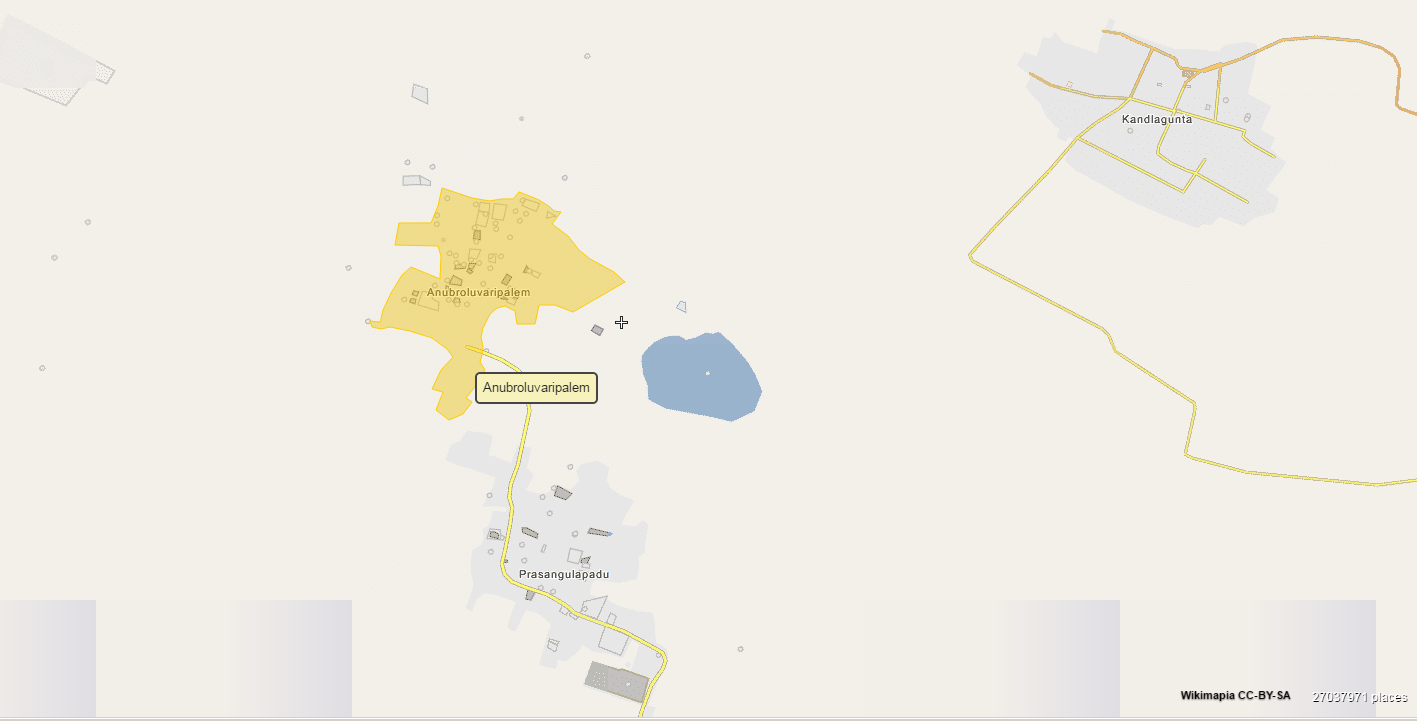
محل شرکت ویکی‌مپیا

ویکی‌مپیا (به انگلیسی: WikiMapia) منبعی اینترنتی از نقشه و تصویرهای ماهواره‌ای است که سامانه‌های گوگل‌مپس را با سامانه ویکی ترکیب می‌کند. با این کار ویکی‌مپیا به کاربران اجازه می‌دهد تا به هر مکانی بر روی نقشه کره زمین اطلاعاتی به صورت یادداشت بیفزایند.
وبگاه ویکی‌مپیا در تاریخ ۲۴ مه ۲۰۰۶ توسط دو کارآفرین روس به نام‌های الکساندر کوریاکینه و اوگنی ساوِلیف بنیاد شد.
این وبگاه اوایل پاییز ۱۳۹۴ در ایران فیلتر گردید.
این وبگاه در تابستان ۱۳۹۷ در ایران رفع فیلتر شده و قابل دسترس می‌باشد.

## آمار گسترش
آمار گسترش وبگاه ویکی‌مپیا بر اساس نمودارهای منتشر شده در آن وبگاه به‌طور تقریبی از قرار زیر است:
در این وبگاه تا پایان سال ۲۰۰۸ به‌طور تقریبی؛ ۲٫۸۸ میلیون مکان، توسط ۲۱۳ هزار کاربر ثبت نام شده بر روی نقشه پس زمینه‌اش افزوده شد.
آمار سالانه و جمعی:
| سال میلادی             | مکان جدید    | کاربر جدید   | بازدیدکننده |
| ---------------------- | ------------ | ------------ | ----------- |
| تا پایان سال ۲۰۰۸      | ۲٫۸۸ میلیون  | ۲۱۳ هزار     | -           |
| ۲۰۰۹                   | ۲٫۴۳۵ میلیون | ۲۵۸ هزار     | ۱۰۵ میلیون  |
| ۲۰۱۰                   | ۳٫۵۵۰ میلیون | ۴۲۶ هزار     | ۲۷۰ میلیون  |
| ۲۰۱۱                   | ۴٫۱۰۰ میلیون | ۴۲۷ هزار     | ۲۸۸ میلیون  |
| ۲۰۱۲                   | ۳٫۷۲۰ میلیون | ۳۳۸ هزار     | ۲۸۱ میلیون  |
| ۲۰۱۳                   | ۲٫۵۸۰ میلیون | ۲۲۵ هزار     | ۳۴۸ میلیون  |
| ۲۰۱۴                   | ۲٫۳۶۵ میلیون | ۲۰۸ هزار     | ۲۶۱ میلیون  |
| ۲۰۱۵                   | ۱٫۹۷۰ میلیون | ۱۵۵ هزار     | ۱۶۴ میلیون  |
| جمع کل (تا اواخر ۲۱۰۵) | ۲۳٫۶ میلیون  | ۲٫۲۵۰ میلیون | -           |

در این وبگاه تا کنون (اواخر سال ۲۰۱۵) به‌طور تقریبی؛ ۲۳٫۶ میلیون مکان، توسط کاربرانش (۲٫۲۵۰ میلیون کاربر ثبت نام شده) بر روی نقشه پس زمینه‌اش افزوده شده‌است.